# 和田重雄
和田 重雄（わだ しげお、1962年10月8日 - ）は、日本の科学演劇家(サイエンスプレゼンテーター)、教育者。理学博士（1992年、東京大学）。
学習塾SEG（化学）、開成中学校・高等学校（生物）、巣鴨中学校・高等学校（化学・生物）、法政大学（生命科学部）、お茶の水女子大学（サイエンス&エデュケーションセンター）、日本橋女学館中学校・高等学校（高校：生物、中学：第二分野）など、幅広く講師活動を行う傍ら、「ドクターわだ重」「チームわだ重」として全国各地で演劇型サイエンスショーを展開。細胞運動、理科教育、食育・環境教育を専門とし、近年は教員研修にも尽力している。
なお、東京大学の研究室において、言語系自然科学教育者の安生健の先輩に当たり、現在巣鴨中学校・高等学校においても同僚関係にある。

## 略歴
- 1962年：東京都生まれ
- 1969年：世田谷区立用賀小学校入学
- 1975年：世田谷区立用賀中学校入学
- 1978年：巣鴨高等学校入学
- 1981年：上智大学入学
- 1992年：東京大学大学院博士課程修了（理学）

## 業績
サイエンスショー
文部科学省の推奨する教科書に基づく勉強法を痛烈に批判し、学問の本質としての科学や、気軽に身近な側面からサイエンスの楽しさに触れることを促進するため、小学生～高校生向けの演劇型サイエンスショーを全国で展開している。演劇型のサイエンスショーを行うプレゼンテーターは全国においても極めて稀である。また、期間限定での実験教室やロボット教室、出張授業なども多数企画しており、その活躍は留まることを知らない。
MVP法
化学計算をパズルのようにして考え、大学入試に対応する問題を簡単に回答へ導くことのできる「MVP法」を開発した。自作のプリントで、授業にて生徒たちに長年「MVP法」を説いてきたが、未だ普及していないのが実情である。
科学的教育活動
壮年期は専任教諭となっていたこともあるが、現在はいくつもの学校で非常勤講師を歴任することにより、通常の教師の倍以上の授業数を経験している。授業では文科省や学校側の推奨する教材をほとんど使用せず、オリジナルのプリントや化学実験を通して、科学の楽しさを生徒たちに説いている。「教科書は並の学生が読めば分かるように作られているのだから、その内容しか扱わないのは愚かである。」を初めとする、独自の数多くの持論を展開しており、生徒たちが受ける影響は計り知れない。

## 著作
- 「MVP法による化学」（玄文社）
- 「攻める50題 ’99入試化学ベストセレクション」（SEG出版）
- 「基礎化学12講」（化学同人）